# Agrotis clavisigna
Agrotis clavisigna là một loài bướm đêm trong họ Noctuidae.